# Walter Murch
Walter Scott Murch, född 12 juli 1943 i New York, är en amerikansk filmredigerare, regissör, manusförfattare och ljuddesigner. Som filmredigerare har Murch bland annat arbetat med filmerna Avlyssningen (1974), Apocalypse (1979) och Den engelske patienten (1996). Han har även varit med och skrivit manus till filmen THX 1138 av George Lucas.
1998 färdigställde Murch en omarbetad klippning av Orson Welles film noir En djävulsk fälla (från 1958), 13 år efter Welles död, efter instruktioner författade av Welles i promemoria på 58 sidor. Welles och hans producenter hade länge tvistat om filmens kreativa vision, och versionen från 1998 är avsedd att följa Welles nedtecknade önskningar.